# Gösmes
Gösmes ist ein Gemeindeteil der Stadt Helmbrechts im Landkreis Hof (Oberfranken, Bayern). Der Ort liegt in der Gemarkung Gösmes.

## Geographische Lage
Das Dorf liegt auf einer Hochebene des Frankenwaldes. Die Staatsstraße 2195 führt nach Enchenreuth (1,6 km nordwestlich) bzw. nach Bärenbrunn (1 km südöstlich). Eine Gemeindeverbindungsstraße führt nach Walberngrün (1,1 km südwestlich).

## Geschichte
Gösmes wurde als Rundling angelegt. Der Ortsname wird als Siedlung des Goswin gedeutet. Die erste urkundliche Erwähnung war im Jahr 1391. Es gab mehrere Gasthäuser und zahlreiche von Handwebern bewohnte Weberhäuser. Um 1600 zählten die von Guttenberg zu den Besitzern des Dorfes. Als Durchgangsort und in Grenznähe - heute der Landkreise Hof und Kulmbach – lag die Bedeutung des Ortes früher als Raststation und Poststelle, wovon Baudenkmäler zeugen.
Gegen Ende des 18. Jahrhunderts bestand Gösmes aus 20 Anwesen (1 Hof, 7 Halbhöfe, 1 Viertelhof, 10 Tropfhäuser). Das Hochgericht übte das Burggericht Guttenberg aus. Es hatte ggf. an das bambergische Centamt Marktschorgast auszuliefern. Das das Burggericht Guttenberg hatte auch die Dorf- und Gemeindeherrschaft sowie die Grundherrschaft sämtlicher Anwesen.
Als das Hochstift Bamberg infolge des Reichsdeputationshauptschlusses 1802/03 säkularisiert und unter Bruch der Reichsverfassung vom Kurfürstentum Pfalz-Baiern annektiert wurde, wurde Gösmes ein Bestandteil der bei der „napoleonischen Flurbereinigung“ gewaltsam in Besitz genommenen neubayerischen Gebiete.
Mit dem Gemeindeedikt wurde Gösmes dem 1812 gebildeten Steuerdistrikt Eppenreuth gebildet. Zugleich entstand die Ruralgemeinde Gösmes. Sie war in Verwaltung und Gerichtsbarkeit dem Landgericht Münchberg zugeordnet und in der Finanzverwaltung dem Rentamt Münchberg. Von 1819 bis 1848 übernahm das Herrschaftsgericht Guttenberg weitestgehend die Befugnisse, die das Landgericht hatte. 1840 wurde die Gemeinde an das Landgericht Stadtsteinach und 1853 an das Rentamt Stadtsteinach überwiesen (1919 in Finanzamt Stadtsteinach umbenannt). Ab 1862 gehörte Gösmes zum Bezirksamt Stadtsteinach (1939 in Landkreis Stadtsteinach umbenannt). Die Gerichtsbarkeit blieb beim Landgericht Stadtsteinach (1879 in Amtsgericht Stadtsteinach umgewandelt). Das Gemeindegebiet hatte 1964 eine Fläche von 1,998 km². Mit der Auflösung des Landkreises Stadtsteinach am 30. Juni 1972 gelangte die Gemeinde zunächst an den Landkreis Kulmbach. Am 1. Januar 1977 wurde die Gemeinde im Zuge der Gebietsreform in Bayern in die Gemeinde Helmbrechts eingegliedert und kam so zum Landkreis Hof.

## Baudenkmäler
In Gösmes gibt es drei Baudenkmäler:
- Kirchweg 3: Ehemalige Gaststätte
- Kirchweg 5: Evangelisch-lutherische Christuskapelle
- Postweg 3: Gasthof „Zur alten Post“

### Einwohnerentwicklung
| Jahr      | 1819   | 1840   | 1852   | 1855   | 1861   | 1867   | 1871   | 1875   | 1880   | 1885   | 1890   | 1895   | 1900   | 1905   | 1910   | 1919   | 1925   | 1933   | 1939   | 1946   | 1950   | 1952   | 1961  | 1970   | 1987  |
| Einwohner | 136    | 234    | 226    | 246    | 242    | 263    | 289    | 279    | 280    | 298    | 312    | 295    | 280    | 272    | 245    | 227    | 219    | 193    | 175    | 251    | 220    | 213    | 211   | 200    | 184   |
| Häuser    |        |        |        |        |        |        | 18     |        |        | 32     | 35     |        | 35     |        |        |        | 39     |        |        |        | 40     |        | 44    |        | 59    |
| Quelle    | [ 14 ] | [ 15 ] | [ 15 ] | [ 15 ] | [ 16 ] | [ 17 ] | [ 18 ] | [ 19 ] | [ 20 ] | [ 21 ] | [ 22 ] | [ 15 ] | [ 23 ] | [ 15 ] | [ 24 ] | [ 15 ] | [ 25 ] | [ 15 ] | [ 15 ] | [ 15 ] | [ 26 ] | [ 15 ] | [ 9 ] | [ 27 ] | [ 1 ] |

## Religion
Gösmes ist seit der Reformation gemischt konfessionell. Die Katholiken sind nach St. Jakobus der Ältere (Enchenreuth) gepfarrt, die Protestanten nach  Zum Heiligen Geist (Grafengehaig).